# Chiloglanis ruziziensis
Chiloglanis ruziziensis é uma espécie de peixe da família Mochokidae.
Pode ser encontrada nos seguintes países: Burundi e Ruanda.
Os seus habitats naturais são: rios.
Está ameaçada por perda de habitat.